# Lasagne
 Ikke at forveksle med den nært beslægtede Lasagnette
Lasagne er en pastaret. Den mest kendte version er nok Lasagne Bolognese, der som navnet antyder, stammer fra byen Bologna i Norditalien.
Lasagne indeholder pasta i form af tynde plader, der lægges i lag adskilt af fyld og, i nogle tilfælde, bechamelsauce. Fyldet kan f.eks. være kødsovs, grøntsager, fisk eller svampe.
Den væsentligste forskel på italiensk og dansk lasagne er forholdet mellem mængden af pasta og fyld; originalen rummer relativt mere pasta.

## Tilberedning
Lasagne kan laves både på frisk og tørret pasta. Fordelen ved at bruge frisk pasta er, at retten kan tilberedes hurtigere. Ved brug af tørret pasta skal pladerne i nogle tilfælde forkoges. Det er generelt vigtigt, at fyldet indeholder rigeligt med væde, da pastaen optager en masse vand, når den tilberedes.
Lasagnen samles ved at lægge skiftevis pastaplader, kødsovs og bechamelsauce i et ovnfast fad. På toppen af retten lægges et lag revet ost, f.eks. Mozzarella eller Emmentaler. Den italienske version laves med flere lag af kødsovs, pasta og pecorino eller parmesan ost. Efter tilberedning drysses lidt pecorino eller parmesan ost på toppen.